# Dimitrije Tucović
Dimitrije Tucović (cyr. Димитрије Туцовић) (ur. 13 maja 1881 w Gostilje, zm. 20 listopada 1914 w Vrače Brdo) – serbski dziennikarz i polityk socjaldemokratyczny.

## Życiorys
Z ruchem socjalistycznym związał się w gimnazjum w Užicach. Stamtąd w 1899 przyjechał do Belgradu, aby w stolicy ukończyć szkołę średnią. W 1902 współpracował przy tworzeniu grup socjalistycznych w kręgu uczniów i studentów Belgradu. Udział w demonstracjach 5 marca 1903 skierowanych przeciwko królowi Aleksandrowi Obrenowiciowi spowodował, że na kilka miesięcy musiał opuścić kraj i zamieszkać w Wiedniu. W 1903 Tucović należał do inicjatorów powstania Partii Socjaldemokratycznej (późniejsza Serbska Partia Socjaldemokratyczna) i redaktorem pisma Sprawy robotnicze (Радничке новине). Po ukończeniu w 1906 studiów na Wydziale Prawa Uniwersytetu Belgradzkiego zaangażował się w pracę partyjną, współtworząc i kierując pismem Borba, analizującym od strony teoretycznej podstawy socjalizmu.
W 1910 brał udział w kongresie Międzynarodówki Socjalistycznej w Kopenhadze. Tam też wygłosił mowę, w której skrytykował stanowisko austriackich socjaldemokratów w kwestii narodowej, zwłaszcza wobec aneksji Bośni i Hercegowiny. W sporze z Karlem Rennerem stwierdził, że austriacka socjaldemokracja popiera imperializm austro-węgierski.
Pozostawił po sobie blisko 600 artykułów, poświęconych głównie zagadnieniom teoretycznym marksizmu i polityce Serbii. Był jednym z nielicznych Serbów, którzy otwarcie krytykowali politykę Belgradu wobec ludności albańskiej w Kosowie, uznając ją za przykład imperialnej polityki wielkoserbskiej. Nawiązywał tym samym do własnych obserwacji, kiedy w czasie I wojny bałkańskiej służył w jednym z oddziałów serbskich, zajmujących obszar Kosowa. W wydanej w 1914 broszurze Srbija i Albanija przyznawał podmiotowość Albańczykom i podkreślał, że Serbia musi ponieść konsekwencje ich prześladowań, których się dopuszczono po przejęciu Kosowa z rąk osmańskich.
Zmobilizowany do armii serbskiej, walczył jako kapitan rezerwy w dywizji Morava. Zginął w listopadzie 1914, w czasie walk z armią austro-węgierską w rejonie Lazarevaca (bitwa nad Kolubarą).

## Pamięć
Jego imię nosi jedna z ulic w Belgradzie, imię Tucovicia nosił także do 2004 obecny Plac Slavija (Трг Славија). W 1974 imię Tucovicia otrzymała szkoła w Čajetinie. W 1973 Telewizja Belgrad zrealizowała miniserial biograficzny poświęcony postaci Tucovicia (główną rolę zagrał Ljubiša Samardžić). W 1949 doczesne szczątki Tucovicia zostały ekshumowane z wojskowego cmentarza w Lazarevacu i pochowane na Placu Slavija, skąd w 2016 przeniesiono je na Nowy Cmentarz w Belgradzie (Novo Groblje), do Alei Zasłużonych.